# کوئینسی اوسو آبی‌ای

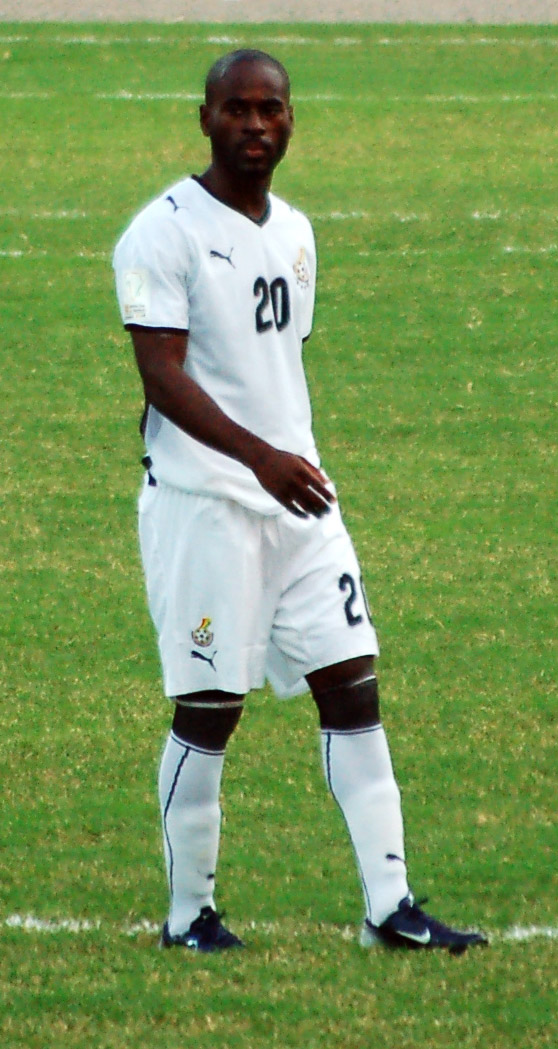

کوئینسی اوسو آبی‌ای (هلندی: Quincy Owusu-Abeyie؛ زادهٔ ۱۵ آوریل ۱۹۸۶) یک بازیکن فوتبال اهل هلند-غنا است.
وی همچنین در تیم ملی فوتبال غنا بازی کرده‌است.